# Mirage (Klaus Schulze)
Mirage è un album in studio del compositore tedesco Klaus Schulze, pubblicato nell'aprile 1977.

## Il disco
Prima pubblicazione di Schulze composta interamente con apparecchiature elettroniche, Mirage si distingue dai più vivaci Moondawn e Body Love per l'approccio meno "pop" e dal resto della sua discografia per essere uno dei suoi dischi più cupi. Le due suite di cui è composto, Velvet Voyage e Crystal Lake, presentano atmosfere più vicine a Brian Eno che a quelle dei Tangerine Dream dal momento che i ritmi sono ridotti all'osso e le percussioni sono del tutto assenti. È stato realizzato da Schulze in un momento familiare spiacevole, quando il fratello era in punto di morte. Nel 2005 è stato rimasterizzato con l'aggiunta di una traccia bonus.

## Tracce
Tutte le tracce sono state composte da Klaus Schulze.
1. Velvet Voyage (1984, Aeronef, Eclipse, Exvasion, Lucid Interspace, Destination Void) – 28:16
2. Crystal Lake (Xylotones, Cromewaves, Willowdreams, Liquid Mirrors, Springdance, A Bientôt) – 29:15
3. In cosa crede chi non crede (bonus track) – 19:39